# Perakam
Perakam es una ciudad censal situada en el distrito de Thrissur en el estado de Kerala (India). Su población es de 12072 habitantes (2011).

## Demografía
Según el censo de 2011 la población de Perakam era de 12072 habitantes, de los cuales 5588 eran hombres y 6484 eran mujeres. Perakam tiene una tasa media de alfabetización del 96,93%, superior a la media estatal del 94%: la alfabetización masculina es del 98,13%, y la alfabetización femenina del 95,92%.